# Liga Mexicana del Pacífico 1998-99
La Temporada 1998-99 de la Liga Mexicana del Pacífico fue la 41.ª edición, llevó el nombre de Héctor Espino González y comenzó el 14 de octubre de 1998.
La temporada finalizó el 27 de enero de 1999, con la coronación de los Águilas de Mexicali al vencer 4-1 en serie final a los Tomateros de Culiacán.

## Sistema de competencia

### Temporada regular
La temporada regular consta de dos mitades lo cual abarca un total de 68 juegos a disputarse para cada uno de los ocho clubes que conforman a la Liga Mexicana del Pacífico. La primera mitad está integrada de 35 juegos para cada club y la segunda de 33 juegos para cada club. Al término de cada mitad, se asigna un puntaje que va de 3 a 8 puntos en forma ascendente, según la clasificación (standing) general de cada club. A continuación se muestra la distribución de dicho puntaje:
- Primera posición: 8 puntos
- Segunda: 7 puntos
- Tercera: 6 puntos
- Cuarta: 5 puntos
- Quinta: 4.5 puntos
- Sexta: 4 puntos
- Séptima: 3.5 puntos
- Octava: 3 puntos

### Postemporada
Tras el término de la segunda vuelta, los seis equipos con mayor puntaje sobre la base de las dos mitades de la temporada regular pasan a la etapa denominada postemporada (play-offs). En esta etapa, los equipos se enfrentan entre sí en una serie de siete juegos donde deben ganar cuatro para avanzar a las semifinales. Es importante señalar que los tres equipos que obtuvieron mayor puntaje en la temporada regular empiezan la serie con dos juegos en su estadio (esta etapa de juego es conocida como «repesca»), para continuar con tres partidos en el estadio contrario y finalmente concretar la serie de nuevo en su estadio. Estos últimos dos juegos no son necesarios si alguno de los equipos obtiene una ventaja clara en la serie sobre su rival.

### Semifinales
Para la etapa de semifinales, pasan los tres equipos con mejor posición en el standing de juegos ganados y perdidos más uno adicional que es denominado «mejor perdedor», el cual resulta de poseer la mayor cantidad de juegos ganados en la repesca, principalmente. De esta manera, el mejor perdedor se enfrenta como visitante al equipo mejor situado del standing en una serie, mientras que el segundo y el tercero hacen lo mismo a su vez. En el caso del mejor perdedor, no puede enfrentarse al equipo con el que disputó la primera fase de play-offs.

### Final
Se da entre los equipos que ganaron en la etapa de semifinales.

## Calendario
- Número de Juegos: 68 juegos

## Equipos participantes
| Liga Mexicana del Pacífico 1998-99 |           |                   |                           |                          |           |
| Equipo                             | Fundación | Mánager           | Ciudad                    | Estadio                  | Capacidad |
| Águilas de Mexicali                | 1948      | Francisco Estrada | Mexicali, Baja California | Nido de los Águilas      | 9,000     |
| Algodoneros de Guasave             | 1970      | Por definir       | Guasave, Sinaloa          | Francisco Carranza Limón | 8,000     |
| Cañeros de Los Mochis              | 1947      | Por definir       | Los Mochis, Sinaloa       | Emilio Ibarra Almada     | 6,000     |
| Mayos de Navojoa                   | 1950      | Por definir       | Navojoa, Sonora           | Manuel Ciclón Echeverría | 8,000     |
| Naranjeros de Hermosillo           | 1944      | Por definir       | Hermosillo, Sonora        | Héctor Espino            | 10,000    |
| Tomateros de Culiacán              | 1965      | Nelson Barrera    | Culiacán, Sinaloa         | General Ángel Flores     | 10,000    |
| Venados de Mazatlán                | 1945      | Por definir       | Mazatlán, Sinaloa         | Teodoro Mariscal         | 6,000     |
| Yaquis de Ciudad Obregón           | 1947      | Alfonso Jiménez   | Ciudad Obregón, Sonora    | Tomás Oroz Gaytán        | 10,000    |

## Standings

### Primera vuelta
| Equipos                  | JJ | JG | JP | JE | PCT  | JV  | PTS |
| ------------------------ | -- | -- | -- | -- | ---- | --- | --- |
| Naranjeros de Hermosillo | 35 | 21 | 14 | -  | .600 | -   | 8   |
| Tomateros de Culiacán    | 35 | 21 | 14 | -  | .600 | -   | 7   |
| Águilas de Mexicali      | 35 | 17 | 17 | 1  | .500 | 3.5 | 6   |
| Cañeros de Los Mochis    | 35 | 17 | 17 | 1  | .500 | 3.5 | 5   |
| Yaquis de Ciudad Obregón | 35 | 16 | 18 | 1  | .471 | 4.5 | 4.5 |
| Mayos de Navojoa         | 35 | 16 | 19 | -  | .457 | 5.0 | 4   |
| Algodoneros de Guasave   | 35 | 15 | 19 | 1  | .441 | 5.5 | 3.5 |
| Venados de Mazatlán      | 35 | 15 | 20 | -  | .429 | 6.0 | 3   |

### Segunda vuelta
| Equipos                  | JJ | JG | JP | JE | PCT  | JV   | PTS |
| ------------------------ | -- | -- | -- | -- | ---- | ---- | --- |
| Yaquis de Ciudad Obregón | 33 | 22 | 11 | -  | .667 | -    | 8   |
| Algodoneros de Guasave   | 33 | 20 | 13 | -  | .606 | 2.0  | 7   |
| Cañeros de Los Mochis    | 33 | 20 | 13 | -  | .606 | 2.0  | 6   |
| Águilas de Mexicali      | 33 | 18 | 15 | -  | .545 | 4.0  | 5   |
| Naranjeros de Hermosillo | 33 | 17 | 15 | 1  | .531 | 4.5  | 4.5 |
| Venados de Mazatlán      | 33 | 13 | 20 | -  | .394 | 9.0  | 4   |
| Tomateros de Culiacán    | 33 | 11 | 21 | 1  | .344 | 10.5 | 3.5 |
| Mayos de Navojoa         | 33 | 10 | 23 | -  | .303 | 12.0 | 3   |

### General
| Equipos                  | JJ | JG | JP | JE | PCT  | JV   | PTS  |
| ------------------------ | -- | -- | -- | -- | ---- | ---- | ---- |
| Yaquis de Ciudad Obregón | 68 | 38 | 29 | 1  | .567 | -    | 12.5 |
| Naranjeros de Hermosillo | 68 | 38 | 29 | 1  | .567 | -    | 12.5 |
| Cañeros de Los Mochis    | 68 | 37 | 30 | 1  | .552 | 1.0  | 11   |
| Águilas de Mexicali      | 68 | 35 | 32 | 1  | .522 | 3.0  | 11   |
| Algodoneros de Guasave   | 68 | 35 | 32 | 1  | .522 | 3.0  | 10.5 |
| Tomateros de Culiacán    | 68 | 32 | 35 | 1  | .477 | 6.0  | 10.5 |
| Venados de Mazatlán      | 68 | 28 | 40 | -  | .412 | 10.5 | 7    |
| Mayos de Navojoa         | 68 | 26 | 42 | -  | .382 | 12.5 | 7    |

| Avanza a Play-offs |

## Play-offs
|  | Primer Play Off | Primer Play Off | Primer Play Off |          |            | Semifinales | Semifinales | Semifinales |  |          | Final    | Final | Final |  |
|  |                 |                 |                 |          |            |             |             |             |  |          |          |       |       |  |
|  |                 |                 |                 |          |            |             |             |             |  |          |          |       |       |  |
|  | Guasave         | Guasave         | 2               |          |            |             |             |             |  |          |          |       |       |  |
|  | Guasave         | Guasave         | 2               |          |            |             |             |             |  |          |          |       |       |  |
|  | Hermosillo      | Hermosillo      | 4               |          |            |             |             |             |  |          |          |       |       |  |
|  | Hermosillo      | Hermosillo      | 4               |          | Hermosillo | Hermosillo  | 3           |             |  |          |          |       |       |  |
|  |                 |                 |                 |          | Hermosillo | Hermosillo  | 3           |             |  |          |          |       |       |  |
|  |                 |                 | Culiacán        | Culiacán | 4          |             |             |             |  |          |          |       |       |  |
|  | Culiacán        | Culiacán        | Culiacán        | Culiacán | 4          | 4           |             |             |  |          |          |       |       |  |
|  | Culiacán        | Culiacán        |                 |          |            |             |             |             |  |          |          |       |       |  |
|  | Obregón         | Obregón         | 1               |          |            |             |             |             |  |          |          |       |       |  |
|  | Obregón         | Obregón         | 1               |          |            |             |             |             |  | Culiacán | Culiacán | 1     |       |  |
|  |                 |                 |                 |          |            |             |             |             |  | Culiacán | Culiacán | 1     |       |  |
|  |                 |                 | Mexicali        | Mexicali | 4          |             |             |             |  |          |          |       |       |  |
|  |                 |                 | Mexicali        | Mexicali | 4          |             |             |             |  |          |          |       |       |  |
|  |                 |                 |                 |          |            |             |             |             |  |          |          |       |       |  |
|  |                 |                 |                 |          |            |             |             |             |  |          |          |       |       |  |
|  |                 | Guasave         | Guasave         | 0        |            |             |             |             |  |          |          |       |       |  |
|  |                 |                 |                 | 0        |            |             |             |             |  |          |          |       |       |  |
|  |                 |                 | Mexicali        | Mexicali | 4          |             |             |             |  |          |          |       |       |  |
|  | Mexicali        | Mexicali        | Mexicali        | Mexicali | 4          | 4           |             |             |  |          |          |       |       |  |
|  | Mexicali        | Mexicali        |                 |          |            |             |             |             |  |          |          |       |       |  |
|  | Los Mochis      | Los Mochis      | 2               |          |            |             |             |             |  |          |          |       |       |  |
|  | Los Mochis      | Los Mochis      | 2               |          |            |             |             |             |  |          |          |       |       |  |
|  |                 |                 |                 |          |            |             |             |             |  |          |          |       |       |  |

### Primer Play Off
| Equipos                  | JJ | JG | JP | PCT  | JV  |
| ------------------------ | -- | -- | -- | ---- | --- |
| Tomateros de Culiacán    | 5  | 4  | 1  | .800 | -   |
| Yaquis de Ciudad Obregón | 5  | 1  | 4  | .200 | 3.0 |
| Águilas de Mexicali      | 6  | 4  | 2  | .667 | -   |
| Naranjeros de Hermosillo | 6  | 4  | 2  | .667 | -   |
| Algodoneros de Guasave   | 6  | 2  | 4  | .333 | 2.0 |
| Cañeros de Los Mochis    | 6  | 2  | 4  | .333 | 2.3 |

Tomateros - Yaquis 4:0
Yaquis - Tomateros 9:11
Tomateros - Yaquis 5:3
Yaquis - Tomateros 7:13 
Tomateros - Yaquis 8:2 
Águilas de Mexicali - Caneros 5:4
Caneros - Águilas de Mexicali 6:8
Águilas de Mexicali -Caneros 12:5
Caneros - Águilas de Mexicali 8:5
Águilas de Mexicali - Caneros 1:6
Naranjeros - Algodoneros de Guasave 2:4
Algodoneros - Narajeros 10:8
Narajeros - Algodoneros 9:4
Algodoneros - Narajeros 8:7
Narajeros - Algodoneros 1:8
Algodoneros - Narajeros 13:7
| Avanza a semifinales |

| Avanza como comodín |

### Semifinales
| Equipos                                                                       | JJ | JG | JP | PCT   | JV  |
| ----------------------------------------------------------------------------- | -- | -- | -- | ----- | --- |
| Águilas de Mexicali                                                           | 4  | 4  | 0  | 1.000 | -   |
| Naranjeros de Hermosillo                                                      | 7  | 3  | 4  | .429  | 1.0 |
| Game 1 Agu-Nar 3:0 Game 2 Nar-Agu 8:4 Game 3 Agu-Nar 5:7 Game 4 Nar-Agu 11:13 |    |    |    |       |     |
| Tomateros de Culiacán                                                         | 7  | 4  | 3  | .571  | -   |
| Algodoneros de Guasave                                                        | 4  | 0  | 4  | .000  | 4.0 |
| Game 1 Alg-Tom 2:4 Game 2 Tom-Alg 4:5 Game 3 Alg-Tom 4:3 Game 4 Tom-Alg 7:3   |    |    |    |       |     |

| Avanza a la final |

### Final
| Águilas de Mexicali | 6 | 4 | 1 | .800 | - | []Tomateros de Culiacán]] | 6 | 1 | 4 | .200 | 3.0 Game 1 Águilas 10 Tomateros 8 Game 2 Tomteros 14 Águilas 9 Game 3 Águilas 15 Tomteros 11 Game 4 Tomteros 10 Águilas 17 Game 5 Tonteros 9 Águilas 8 Game 6 Águilas 12 Tomteros 7 |